# 軟對抗
軟對抗，爲一政治術語，該詞在現行香港法律條文中沒有明確定義（詳見#定義）。最早由香港中聯辦主任駱惠寧於2021年4月在「全民國家安全教育日2021」開幕典禮上提出，他強調「凡破壞國家安全的，屬「硬對抗」，就依法打擊；屬「軟對抗」，就依法規管」。

## 背景

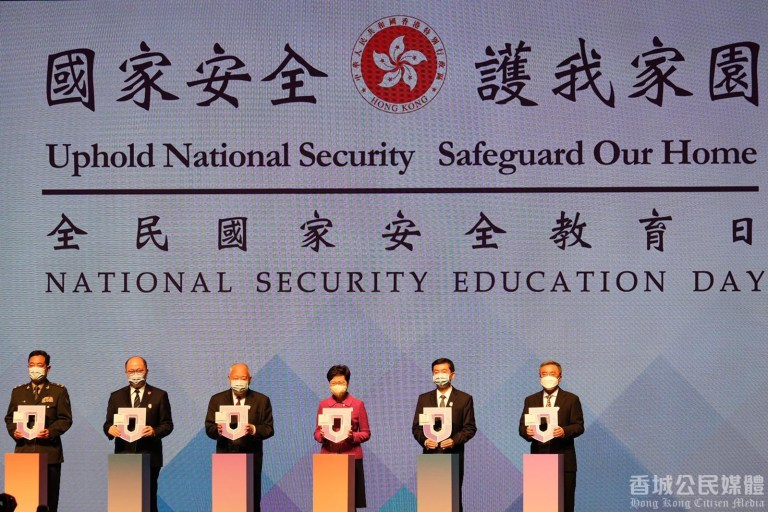
「全民國家安全教育日2021」開幕典禮

《香港國安法》自2020年6月實施以來，「分裂國家」、「顛覆國家政權」、「恐怖活動」、「勾結外國或者境外勢力危害國家安全」等四類行為在香港被定爲犯罪。在該法實施的第一年，已有一百多人被捕，包括「初選案」中47名民主派人士。
2021年4月，香港中聯辦主任駱惠寧在國安法實施後的首個「全民國家安全教育日」的開幕典禮上，首次提出了“軟對抗”一詞，但他並未就此詞作出進一步闡述。
現在，有了法律，有了機制，有了隊伍，執行和落實就尤為重要。凡破壞國家安全的，屬「硬對抗」，就依法打擊；屬「軟對抗」，就依法規管。——駱惠寧

## 定義
社會上對「軟對抗」的理解並不一致，不同政府官員曾對該術語做出不同解釋。
保安局局長鄧炳強稱軟對抗「是透過一些看似與國家安全無關的議題作為切入點，利用假新聞、假消息或偏頗報道，通過輿情、網上發酵等手法分化社會，挑動香港和內地的矛盾，或其他負面情緒」；醫務衛生局局長盧寵茂指醫療衛生領域的軟對抗是指「以隱秘而惡意的方式威脅市民健康和社會穩定」；而律政司司長林定國則承認軟對抗不是法律觀念，亦沒有清晰定義，在現行法律條文中沒有明確定義，只是屬於「政治語言」。
行政長官李家超在香港國安法實施5週年即2025年6月表示「軟對抗在香港肯定存在」，並指出「軟對抗存在是真實的，而且潛伏在不同地方、各領域都有可能。有些以不同名義，聽起來道貌岸然，實際是有意圖危害國家安全，或做有破壞性的軟對抗」。

## 相關事件

### 媒體點名軟對抗
部分香港親建制派媒體於2025年7月起開始以「軟對抗」爲由對黃色經濟圈相關的地點與進行各種針對性的曝光和批評。

#### 升降機被點名軟對抗
大公報於2025年7月23日發佈「軟對抗大搜查」系列報導，其中點名指旺角西洋菜南街一棟大廈的升降機及樓梯間貼有不少「煽暴標語」；而在該報道刊出一週後，該大廈樓梯間及升降機與反修例運動相關的標語已經被黑色噴漆遮蓋、被撕去或被其他貼紙遮蓋。

## 爭議及批評
批評者認爲「軟抵抗」一詞已成為方便當局懲罰各種異議行為的標籤。
2025年6月，作家莊梅岩於社交平台發文，認爲創作空間被扼殺，表示「軟對抗」一詞的濫用會導致非常多人受冤枉、被無聲封殺。